# Denise Ho
Denise Ho Wan-See, também conhecida como HOCC, é cantora e atriz Cantopop e ativista de direitos pró-democracia e LGBT de Hong Kong. Em 2012, Ho anunciou sua orientação sexual no palco do Dare to Love na Parada do Orgulho LGBT de 2012 em Hong Kong. Ela chamou a si mesma de "tongzhi", termo chinês para homossexual. Em 2016, foi incluída na lista de 100 mulheres mais inspiradoras e influentes pela BBC deste ano.